# Templo de San Roque
El Templo de San Roque es un edificio religioso ubicado en la Ciudad de Puebla, en el centro histórico de dicha ciudad. El templo data de 1672. También se le conoce como la Iglesia del Justo Juez.

## Historia

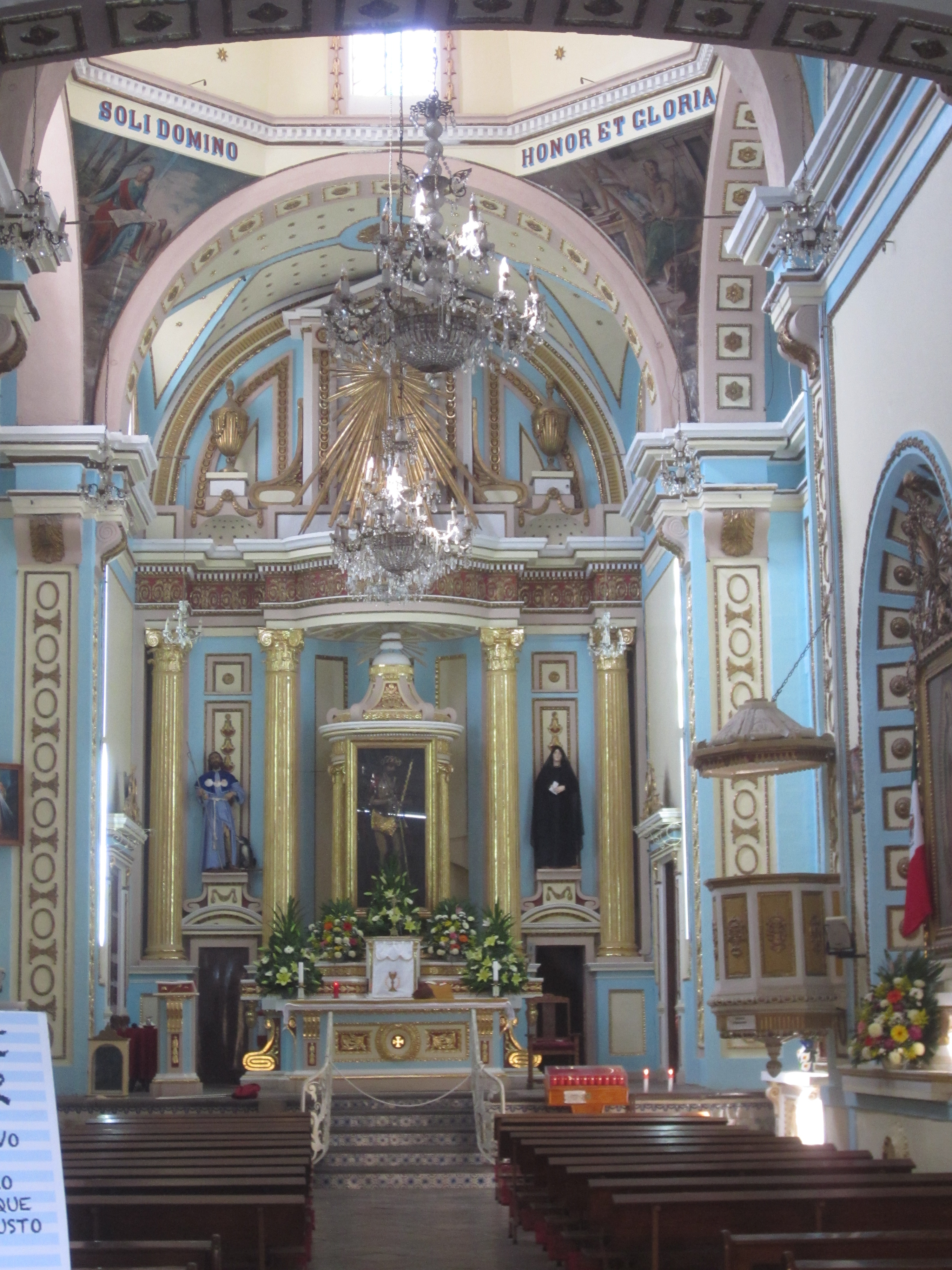
Interior del Templo de San Roque.

La historia del templo está ligada a la del hospital fundado por la corporación hospitalaria de la Caridad, título de San Hipólito Mártir, cuyos miembros fueron conocidos comúnmente como hipólitos. La razón de esto fue que la primera sede de su hospital se estableció en el templo de San Hipólito de México. La placa de talavera en el exterior del templo hace alusión al fundador de la orden hospitalaria de los hipólitos, Bernardino Álvarez, antiguo soldado que participó en la guerra contra los chichimecas en Zacatecas y que había hecho una fortuna considerable luego de una estancia en el reino del Perú.
El hospital se pensó en un primer momento con los enfermos convalecientes que llegaban en los navíos españoles al puerto de San Juan de Ulúa en mente. para lo cual se enviaban recuas desde la ciudad de Puebla con la finalidad de trasladar a los enfermos en su tránsito por distintos poblados de la Nueva España. La presencia de los hipólitos en Puebla se remonta a 1571, a quienes, ayudados por los vecinos de la ciudad, se les había facilitado un espacio para que desempeñaran el ejercicio de la hospitalidad. Sin embargo, no fue sino hasta el 21 de julio de 1592 que el obispo Diego Romano concedió su licencia para la fundación del hospital, mientras el virrey Luis de Velasco hizo lo propio el 15 de julio de 1593. De manera previa Alonso del Moral les donó un conjunto de casas.  El hospital quedó bajo la advocación de San Roque en 1614.
El templo fue costeado por Roque de Pastrana, un militar que también aportó para la construcción del cimborrio de la Catedral.
El 22 de noviembre de 1624 fray Cristóbal de Anaya, hermano mayor de los hipólitos, propuso en el cabildo de la ciudad de Puebla que San Roque fuese convertido en patrono de la ciudad para que la librase contra la peste y cualquier enfermedad contagiosa.
En 1835, fray Manuel Serrano realiza el altar y la torre del templo, después de colapsarse la que tenía. José Manzo apoyó en la reconstrucción de la torre.
Durante el juarismo, el templo y el hospital fueron expropiados, ordenándose su cierre. Pero como nadie adquirió el predio, se permitió que siguiera dando servicios hospitalarios a la gente necesitada; esto hasta 1869, cuando se trasladaron los pacientes al exconvento de Santa Rosa, que en ese entonces se convirtió en el psiquiátrico varonil.

### Historia reciente
El templo tuvo daños como consecuencia del Terremoto de Puebla de 2017, por lo que tuvo que ser cerrado por 11 meses para que fuera restaurado. El 16 de agosto de 2018, fue reabierto.

## Arquitectura
El templo posee una sola bóveda de cañón, con un crucero. Posee serias bóvedas con ventanales.